# パーティクル・ガン法

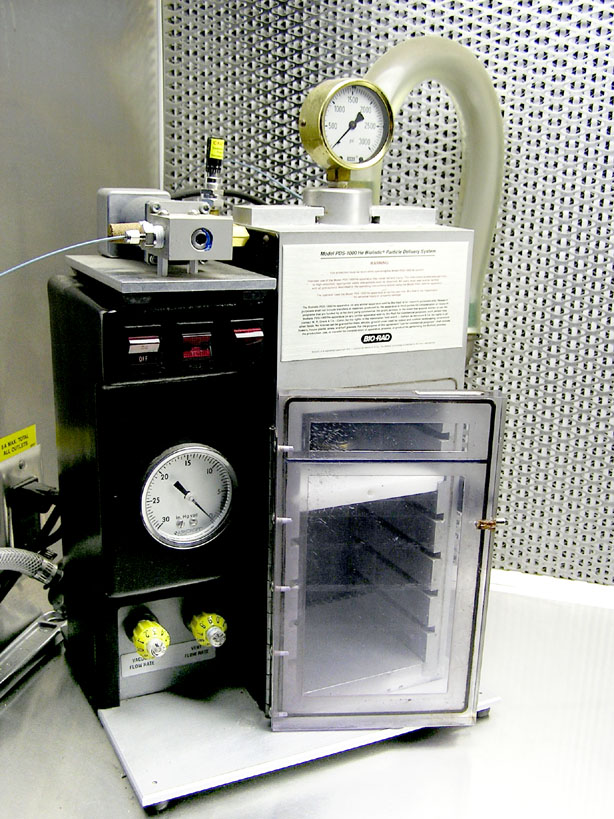
パーティクルガンシステム（PDS-1000/He）

パーティクル・ガン法は、遺伝子組換え技術のひとつ。金やタングステンなどの金属の微粒子にDNAをコーティングしたものを弾丸として、高速で射出して細胞内にDNAを導入する方法である。particle gun、biolistic (particle bombardment) transformation、microprojectile method とも言われる。

## 解説
細胞内への貫通力を高めるため、弾丸には高比重で、かつ、化学的に不活性であり生体に害を及ぼしにくいという理由から、金微粒子が好まれる。金属微粒子の射出には、ヘリウムなどの高圧ガスを主に用いる。ガスの圧力や金属粒子と試料間の距離などにより、金属微粒子の射出強度を調節することができ、様々な細胞への導入が可能である。
試料を選ばず、様々な生物種や組織に用いることができ簡便な方法であるが、機材が高価でランニングコストもかかるという問題がある。また、遺伝子が分断されて導入されやすく、更に、マルチコピーで導入されやすいため、遺伝子量効果 (gene dosage effect) が現れることやRNAiなどによって遺伝子発現が抑制されることがある。そのため、得られた形質転換植物への導入遺伝子の解析やその発現量の解析を十分に行う必要がある。
核ゲノム以外にもクロロプラストやミトコンドリアなどへの遺伝子導入にも用いられている。